# Anachalcos pembensis
Anachalcos pembensis är en skalbaggsart som beskrevs av Josso och Prévost 2001. Anachalcos pembensis ingår i släktet Anachalcos och familjen bladhorningar. Inga underarter finns listade i Catalogue of Life.